# 성남 FC 2018 시즌

## 선수단
- GK : 김근배
- DF : 이다원, 조성욱, 박태민, 이시영, 오르슐리치, 이학민
- MF : 김민혁, 본즈, 무랄랴, 김동희, 임대준, 이정태, 오승민, 에델, 최병찬, 문상윤
- FW : 서보민, 정성민, 이현일, 김도엽